# 南川三治郎
南川 三治郎（みなみかわ さんじろう、1945年〈昭和20年〉9月14日 - 2018年〈平成30年〉2月6日）は、日本の写真家。

## 生涯
三重県出身、東京写真大学（現・東京工芸大学）卒業。大宅壮一東京マスコミ塾第1期出塾。
主に「ヨーロッパの人と文化」をテーマに国内外の雑誌媒体を中心に発表。自ら決めたテーマを現地で長い時間かけ丹念に取材し著書は50冊以上にのぼる。特に20世紀美術を代表するジョアン・ミロ、マルク・シャガール、ジョルジュ・デ・キリコ、サルバドール・ダリ、マリノ・マリーニ、ヘンリー・ムーア、バルテュスからフランク・ステラまで芸術家たちの日常と制作の苦悩までを捉えた「アトリエの巨匠たち」では1980年日本写真協会新人賞を受賞。またグレアム・グリーン、エド・マクベイン、フレデリック・フォーサイス、マイケル・クライトンといった欧米のミステリー作家と彼らの書斎を撮影した「推理作家の発想工房」では、1986年に日本写真協会年度賞を受賞。これまでに撮影・インタビューした欧米のアーティストは500人以上にのぼる。
1993年オーストリア政府観光局より名誉勲章ゴールド受章。その後ビザンチン文化の残照を追った「イコンの道」は家庭画報誌上で1年間連載。またNHK-FMクロスオーバーイレブンでは旅のエッセイなどのスクリプトを担当。1998年からユネスコ世界遺産「ヴェルサイユ宮殿」の全貌に迫る撮影を始め、フランス人以外の外国人として撮影許可が許される。写真集「ヴェルサイユ宮殿」（黙出版刊）は第35回造本装幀コンクールにおいて経済産業大臣賞に入賞。特集「ヴェルサイユ宮殿太陽王、此処に坐せり」ではフランス観光開発機構よりフランスルポルタージュ大賞受賞。2004年からユネスコ世界遺産フランス・スペインの「サンティアゴ・デ・コンポステーラの巡礼路」と日本の「紀伊山地の霊場と参詣道」の”道”としては世界に2つしかない世界遺産の撮影を始める。2007年12月から、銀座和光本館・和光ホールを皮切りに世界遺産「日・欧巡礼の道」展日本編/熊野古道、2008年1月から東京ミッドタウン・FUJIFILM SQUARE・PHOTO IS「日・欧巡礼の道」展欧州編/カミーノ・デ・サンティアゴ写真展を開催。
2013年「第62回式年遷宮」への取材・撮影に取り組み、2011年4月より2013年12月まで中日新聞朝刊文化欄にて「聖地伊勢へ」写真/文を毎月1回第2木曜日連載。2014年5月24日からMieMu三重県総合博物館開館記念企画第2弾「日本の心」第六十二回神宮式年遷宮写真展を開催、大判の伊勢和紙にプリントした写真作品を展示。。海外ではドイツ・ケルン日本文化会館をはじめ、ローマ日本文化会館、在ニューヨーク日本国総領事館ギャラリーとロサンゼルスJACC日米文化会館で同展を開催した。2015年日本写真協会賞「作家賞」を受賞。2016年藤本四八写真文化賞受賞。
2018年2月6日、急性心不全のため、東京都渋谷区の病院で逝去。72歳没。

## 主な作品
- 1980年『アトリエの巨匠たち』朝日ソノラマ
- 1980年『ヨーロッパの窯場と焼きもの』美術出版社
- 1982年『景徳鎮の焼きもの』美術出版社
- 1983年『アトリエの画家たち』朝日新聞社
- 1985年『推理作家の発想工房』文藝春秋
- 1987年『世紀末ウィーンを歩く』新潮社 とんぼの本
- 1991年『The Art of Living』建築資料研究社
- 1992年『Coffee or Tea』美術出版社
- 1993年『ヨーロッパの貴族と令嬢たち』河出書房新社
- 1993年『ハプスブルク物語』新潮社 とんぼの本
- 1994年『皇妃エリザベートその名はシシィ』河出書房新社
- 1994年『アトリエの巨匠・100人』新潮社
- 1996年『恋と美の狩人 エカテリーナ』河出書房新社
- 1996年『特急ワイン街道』グリーンアロー出版
- 1997年『イコンの道 ビザンチンの残照を追って』河出書房新社
- 1997年『銅鐸の謎』島根県加茂町教育委員会編、河出書房新社
- 1997年『クーデンホーフ光子　黒い瞳の伯爵夫人』河出書房新社
- 1998年『図説 ウィーン世紀末散歩』河出書房新社
- 1998年『図説 クリムトとウィーン美術散歩』河出書房新社
- 2000年『ヴェルサイユ宮殿』黙出版
- 2002年『ヘルマン・ヘッセを旅する』世界文化社
- 2003年『ゴッホを旅する』世界文化社、ワイド版2010年
  - 改訂新版『ゴッホ名画巡礼』2021年
- 2004年『モネの庭へ』世界文化社
- 2005年『ウィリアム・モリスの楽園へ』『欧州陶磁紀行』世界文化社
- 2006年『欧州ガラス紀行』『皇妃エリザベート永遠の美』世界文化社
- 2007年『世界遺産巡礼の道をゆく 熊野古道』『世界遺産巡礼の道をゆく カミーノ・デ・サンティアゴ』玉川大学出版部
- 2009年『アトリエの巨匠に会いに行く』朝日新書
- 2009年『ラリックをめぐるフランスの旅』小学館
- 2012年『推理作家の家　名作のうまれた書斎を訪ねて』西村書店
- 2014年4月『聖地　伊勢へ』中日新聞社

主な共著
- 1990年『パリ・オルセ美術館と印象派の旅』新潮社 とんぼの本
- 2008年 家庭画報 特別編集『印象派の名画を旅する』世界文化社
- 2009年『マイセン』玉川大学出版部、大平雅巳共著
- 2009年『ハプスブルク家美の遺産を旅する』世界文化社 新版2011年、改訂版2019年10月
- 2009年『語り部とともに歩く世界遺産熊野古道』かんき出版
- 2010年 家庭画報 特別編集『世界遺産サンティアゴ巡礼路の歩き方』世界文化社
- 2010年 家庭画報 特別編集『メディチ家 ルネサンス美の遺産を旅する』雨宮紀子共著　世界文化社
- 2011年 家庭画報 特別編集『王妃マリー・アントワネット美の肖像』世界文化社
- 2011年 家庭画報 特別編集『ヴェネツィア 美の遺産を旅する』世界文化社
- 2012年 家庭画報 特別編集『華麗なるロマノフ王朝の至宝』世界文化社、改訂版2017年4月